# Heizwert
Der Heizwert Hi (inferior; früher unterer Heizwert Hu) ist die bei einer Verbrennung maximal nutzbare thermische Energie, bei der es nicht zu einer Kondensation des im Abgas enthaltenen Wasserdampfes kommt, bezogen auf die Menge des eingesetzten Brennstoffs. Beim Brennwert Hs (superior; früher oberer Heizwert Ho) wird auch die durch Kondensation der Abgase gewonnene Energie berücksichtigt.
Der Heizwert ist also das Maß für die spezifisch nutzbare Wärme ohne die Kondensationsenthalpie des Wasserdampfs. Der Heizwert sagt nichts aus über die Verbrennungsgeschwindigkeit. So beträgt der Heizwert des Sprengstoffs TNT nur 1/4 des Wertes von Holz.

## Die physikalische Größe
Angegeben wird der Heizwert als massenbezogener Heizwert beispielsweise in Kilojoule pro Kilogramm, Kilojoule pro Gramm oder Kilojoule pro Tonne. Bei wasserhaltigen Brennstoffen wie Biomasse oder Abfall wird unterschieden, ob sich die Werte auf die Gesamtmasse inklusiv Wassergehalt beziehen (Rohheizwert), oder ob die wasserfreie Masse als Bezugsgröße dient (Heizwert, wasserfrei). In der Literatur (insbesondere in der Abfallwirtschaft) werden Heizwerte oft auf den wasserhaltigen Brennstoff bezogen, Brennwerte dagegen oft auf den wasserfreien Brennstoff, ohne dass dies aus der Einheit kJ/kg ersichtlich wäre.
Mit Hilfe der Dichte des Brennstoffs kann der massenbezogene Heizwert auch in einen volumenbezogenen Heizwert umgewandelt werden, also zum Beispiel in Kilojoule pro Liter oder auch in Kilojoule pro Kubikmeter. Üblich sind in der Haustechnik auch Energie-Angaben in kWh, für Heizöl also in kWh/l oder für Gas in kWh/m³.
Das Formelzeichen für den Heizwert ist Hi. Das «i» steht dabei für lateinisch inferior ‚unterer‘. Das Zeichen Hu wie auch die Einheit kJ/mN³ mit indizierter Maßeinheit für das Normalvolumen bei Gasen sind nicht mehr normgerecht.

## Begriffe und Zusammenhänge
Der Betriebsheizwert (Hi, B) bezieht sich im Gegensatz zum (Norm-)Heizwert Hi,n auf den Betriebszustand des Gases. Entsprechend wird der Betriebsbrennwert (Hs, B) vom (Norm-)Brennwert Hi,n unterschieden.
Der Heizwert der einem Wärmeerzeuger zugeführten Menge Brennstoffes in kW (kJ/s) ist dessen Wärmebelastung.
- Die größte Wärmebelastung, auf die ein Wärmeerzeuger eingestellt und die nicht überschritten werden darf, wird auf dem Typenschild angegeben.
- Ebenso die kleinste Wärmebelastung, also die Brennstoffmenge, die entsprechend ihrem Heizwert mindestens zugeführt werden muss und nicht unterschritten werden darf. Sinkt die abgeführte Wärmeleistung weiter, so stellt der Wärmeerzeuger sich automatisch ab.
- Die Nennwärmebelastung liegt dazwischen und ist die bei einer Messung im konstanten Dauerbetrieb mit Nennwärmeleistung zugeführte Brennstoffmenge.
- Das Verhältnis von Nennwärmeleistung zur Nennwärmebelastung ist der Kesselwirkungsgrad {\displaystyle \eta _{K}}.

### Technisch/kaufmännische Vereinfachung
In Deutschland wird technisch und kaufmännisch der Heizwert häufig in Steinkohleeinheiten und international über die Öleinheit (ÖE) angegeben. In Tabellenwerken werden auch andere masse- und volumenbezogene Vergleichseinheiten benutzt: Kilogramm Öleinheiten (kgÖE), Tonnen Öleinheiten (tÖE), Kubikmeter Öleinheiten (m³ÖE) und flüssige US-Gallone Öleinheiten (US.liq.gal.ÖE).

## Heizwert und Brennwert
Zur Bestimmung des Heiz- und Brennwerts wird ein getrockneter Stoff unter Sauerstoffüberschuss in einem Kalorimeter unter Druck vollständig verbrannt. Dabei entstehen als Verbrennungsprodukte gasförmiges Kohlendioxid und Wasser als Kondensat (das bei den Druckverhältnissen flüssig ist). Diese Werte werden standardmäßig in Tabellenwerken auf 25 °C bezogen. Um den Brennwert Ho bei festen und flüssigen Stoffen zu messen, gibt es Verfahren nach DIN 51900 und nach DIN EN 15400. Bei beiden wird der Heizwert Hu nicht ermittelt, sondern berechnet.
- Der Brennwert ist identisch mit dem absoluten Betrag der mit negativen Vorzeichen angegebenen Standardverbrennungsenthalpie ΔVH0 der allgemeinen Thermodynamik. Heiztechnisch gesprochen heißt das, dass der Wassergehalt (aus Produktfeuchteresten, Zuluftfeuchte und aus den oxidierten Wasserstoffatomen im Brennstoff stammend) bei dieser Berechnung nicht dampfförmig, sondern vor und nach der Verbrennung in flüssiger Form vorliegt. Darauf bezieht sich auch der Ausdruck Brennwerttechnik für Heizanlagen: Hierbei wird auch die im Wasserdampf gebundene Verdampfungsenthalpie wirksam genutzt. Für Heizzwecke ist der Brennwert (genauer: der obere Heizwert) der bessere Kennwert, weil bei Anwendung des (unteren) Heizwertes aufgrund der in ihm nicht berücksichtigten Nutzung der Verdampfungsenthalpie des Wassers scheinbar physikalisch unsinnige Nutzungsgrade von über 100 % auftreten können.
- Der Heizwert eines Stoffes kann nicht direkt experimentell ermittelt werden. Der Heizwert bezieht sich auf eine Verbrennung, bei der nur gasförmige Verbrennungsprodukte entstehen. Zur Berechnung wird daher vom Brennwert, sofern Wasserstoffatome im Brennstoff enthalten sind, die Verdampfungsenthalpie des Wassers abgezogen, daher liegen die Heizwerte solcher Brennstoffe ca. 10 % unter ihren Brennwerten.

Beispiel: Die molare Verdampfungsenthalpie von Wasser beträgt 45,1 kJ/mol (0 °C), 44,0 kJ/mol (25 °C) oder 40,7 kJ/mol bei 100 °C.
Bei gasförmigen Stoffen bezieht man den Heizwert auf das Volumen bei 101,325 kPa und 0 °C (Normbedingungen). Die Angabe erfolgt dann in Kilojoule pro Normkubikmeter als kJ/m³ mit dem Zusatz „i.N.“, der für „in Normbedingung“ steht. Die Differenz zwischen Heizwert und Brennwert ist bei gasförmigen Brennstoffen höher als bei anderen Stoffen, da hier im Gegensatz zu Heizöl oder sogar Holz (nur 4 %), der Wasserstoffgehalt sehr hoch ist.
Der Brennwert wird auch bei der Abrechnung von Heizenergie berücksichtigt. Er wird von Energieversorgern jedoch auf 0 °C bezogen. Dann ist der Brennwert der Gase wegen der höheren Gasdichte (also höheren Energiedichte) pro Volumen noch einmal ca. 1/1000 höher.
Beispiel: Brennwert Methan CH4
- 55,5 MJ/kg bei 25 °C – 55,6 MJ/kg bei 0 °C (auf Masse bezogen)
- 39,8 MJ/m³ bei 25 °C – 39,9 MJ/m³ bei 0 °C (auf Volumen bezogen) (vgl. Tabelle: Gasförmige Brennstoffe (bei 25 °C))

## Berechnung von Heizwert und Brennwert
Gebräuchliche Brennstoffe wie Erdöl oder Kohle sind Gemische aus Stoffen, deren elementare Zusammensetzung meist aus Analysen bekannt ist. Mit Näherungsformeln kann der Heizwert solcher Stoffgemische für technische Anwendungen hinreichend genau aus der Zusammensetzung berechnet werden.
Weiterhin existiert noch eine Heizwertbestimmung nach Dulong. Bei Primärenergieträgern kommt auch der vereinfachte Umrechnungsfaktor 0,9024 zur Anwendung, wenn keine exakte Rechnung vorliegt. Für Biokunststoff kann der Faktor 0,92 verwendet werden.

## Feste und flüssige Brennstoffe
Bei festen und flüssigen Brennstoffen errechnen sich Heiz- und Brennwert aus den Anteilen brennbarer Stoffe. Dabei sind {\displaystyle m(\mathrm {C} ),m(\mathrm {H} ),m(\mathrm {N} ),m(\mathrm {S} ),m(\mathrm {O} ),m(\mathrm {H_{2}O} )} die durch 100 dividierten prozentualen Massenanteile von Kohlenstoff, Wasserstoff, Stickstoff, Schwefel, Sauerstoff und Wasser an der Gesamtmasse inkl. Wassergehalt (für die Massenanteile von Wasserstoff und Sauerstoff zählen nur die Anteile, die nicht in Form von Wasser vorliegen).
Brennwert (bezogen auf die Gesamtmasse):
{\displaystyle {\begin{aligned}H_{s}&=(35\cdot m(\mathrm {C} )+116{,}3\cdot m(\mathrm {H} )+6{,}3\cdot m(\mathrm {N} )+\\&10{,}4\cdot m(\mathrm {S} )-10{,}8\cdot m(\mathrm {O} ))\,\mathrm {MJ/kg} \end{aligned}}}
Heizwert (bezogen auf die Gesamtmasse):
{\displaystyle {\begin{aligned}H_{i}&=(35\cdot m(\mathrm {C} )+94{,}3\cdot m(\mathrm {H} )+6{,}3\cdot m(\mathrm {N} )+10{,}4\cdot m(\mathrm {S} )\\&-10{,}8\cdot m(\mathrm {O} )-2{,}44\cdot m(\mathrm {H_{2}O} ))\,\mathrm {MJ/kg} \end{aligned}}}
Brennwert (bezogen auf den wasserfreien Brennstoff):
{\displaystyle {\begin{aligned}H_{s,wf}&={\frac {H_{s}}{1-m(\mathrm {H_{2}O)} }}\end{aligned}}}
Heizwert (bezogen auf den wasserfreien Brennstoff):
{\displaystyle {\begin{aligned}H_{i,wf}&={\frac {H_{i}+2{,}441\ \mathrm {MJ/kg} \cdot m(\mathrm {H_{2}O)} }{1-m(\mathrm {H_{2}O)} }}\end{aligned}}}
Bei der Umrechnung zwischen Heiz- und Brennwert muss berücksichtigt werden, dass das aus dem Wasserstoff-Anteil entstehende Wasser sowie das bereits im Brennstoff enthaltene Wasser beim Heizwert gasförmig vorliegt (bei 25 °C), beim Brennwert jedoch in flüssiger Form (bei 25 °C).
Daher fließt die Verdampfungsenthalpie von Wasser bei 25 °C von 2,441 MJ/kg in die Umrechnung ein:
{\displaystyle {\begin{aligned}H_{i}&=H_{s}-2{,}441(m(\mathrm {H_{2}O} )+9\cdot m(\mathrm {H} ))\,\mathrm {MJ/kg} \end{aligned}}}

## Gasgemische
Bei Gasgemischen geht die Berechnung auf Wasserstoffgas und die wichtigsten Kohlenwasserstoffe ein. Die {\displaystyle n(\mathrm {CO} )} usw. sind die Molenbrüche der Komponenten mit den in Klammern angegebenen Summenformeln.
Brennwert:
{\displaystyle {\begin{aligned}H_{s}&=(282{,}98\cdot n(\mathrm {CO} )+285{,}83\cdot n(\mathrm {H_{2}} )+890{,}63\cdot n(\mathrm {CH_{4}} )\\&+1411{,}18\cdot n(\mathrm {C_{2}H_{4}} )+1560{,}69\cdot n(\mathrm {C_{2}H_{6}} )+2058{,}02\cdot n(\mathrm {C_{3}H_{6}} )\\&+2219{,}17\cdot n(\mathrm {C_{3}H_{8}} )+2877{,}40\cdot n(\mathrm {C_{4}H_{10}} ))\,\mathrm {kJ/mol} \end{aligned}}}
Heizwert:
{\displaystyle {\begin{aligned}H_{i}&=(282{,}98\cdot n(\mathrm {CO} )+241{,}81\cdot n(\mathrm {H_{2}} )+802{,}60\cdot n(\mathrm {CH_{4}} )\\&+1323{,}15\cdot n(\mathrm {C_{2}H_{4}} )+1428{,}64\cdot n(\mathrm {C_{2}H_{6}} )+1925{,}97\cdot n(\mathrm {C_{3}H_{6}} )+\\&2043{,}11\cdot n(\mathrm {C_{3}H_{8}} )+2657{,}32\cdot n(\mathrm {C_{4}H_{10}} ))\,\mathrm {kJ/mol} \end{aligned}}}

## Heizwert und Verbrennungstemperatur
Die Verbrennungstemperatur ist abhängig vom Brennwert einerseits und von der Wärmekapazität sowohl der Ausgangsstoffe als auch der Endprodukte der Verbrennungsreaktion andererseits. Sie wird berechnet nach der Energie-Bilanz-Formel:
Ausgangs-Temperatur × Wärmekapazität der Ausgangsstoffe + Brennwert = End- oder Verbrennungstemperatur × Wärmekapazität der Endprodukte.
Dabei wird die Wärmeabgabe an die Umgebung vernachlässigt (adiabate Betrachtung). Unbeteiligte, aber anwesende Stoffe sind unbedingt mit zu berücksichtigen: Es ist beispielsweise ein Unterschied, ob Magnesium in Luft verbrennt, wobei Brenntemperaturen von rund 2.000 °C erreicht werden, oder in reinem Sauerstoff. Bei einer Verbrennung in reinem Sauerstoff müssen keine unbeteiligten Stoffe wie zum Beispiel Stickstoff miterhitzt werden.
Aus demselben Grund verwendet man zum Autogenschweißen Acetylen und reinen Sauerstoff, damit Temperaturen von etwa 3.000 °C erreicht werden.
Meist ist eine adiabatische Betrachtung ungeeignet, welche die Reaktionsgeschwindigkeit unberücksichtigt lässt. So verbrennt ein Holzblock nur an der Oberfläche und die Wärme wird über die Zeit an die Umgebung abgegeben. Hingegen reagiert Holzmehl mit Luft explosionsartig (Staubexplosion).

## Tabellen
1 MJ/kg = 1000 kJ/kg; 1 MJ = 0,27778 kWh
bzw. 1 kWh = 3,6 MJ
| Material                                                                            | Brennwert (in MJ/kg) | Heizwert (in MJ/kg) |
| ----------------------------------------------------------------------------------- | -------------------- | ------------------- |
| waldfrisches Holz                                                                   | *                    | 6,8                 |
| Hausmüll                                                                            | *                    | 2,5–12              |
| lufttrockenes Holz, Gerstenkörner, ungestrichenes Papier, Torf                      | *                    | 14,4–15,8           |
| Stroh (absolut trocken), Weizenkörner, Hanfbriketts                                 | *                    | 16,7–17,2           |
| Holzpellets, Olivenkerne, Holzbriketts                                              | *                    | 18–18,7             |
| Rohbraunkohle, Schwefel                                                             | 9,3–10               | 8–9,3               |
| Braunkohlebriketts, Braunkohlestaub, Trockenschlempe (DDGS)                         | *                    | 19–21,6             |
| Steinkohle, div. Typen, Steinkohlekoks, Steinkohlestaub                             | *                    | 25–32,7             |
| Holzkohle, Braunkohlekoks, Petrolkoks, Altreifen/Altgummi, Kohlenstoff (Graphit)    | *                    | 28–35               |
| Phosphor, Magnesium                                                                 | 25,0–25,2            | 25,0–25,2           |
| Thermoplaste: Nylon/Polyamid 6.6, Plexiglas (PMMA)                                  | *, *                 | 27,3–35,0           |
| Duroplaste: Epoxydharz (EP), Bakelit (PF)                                           | *, *                 | 23,0–29,1           |
| Verpackungskunststoffe: Polyethylen (PE), Polyethylenterephthalat (PET)             | *, *                 | 25,0–46,2           |
| Verpackungskunststoffe: Polypropylen (PP), Polystyrol (PS)                          | *, *                 | 42,4–46,4           |
| Schaumkunststoffe: Polyurethan-Hartschaum (PUR), Expandiertes Polystyrol weiß (EPS) | *, *                 | 27,3–38,1           |
| Biokunststoff: Polylactid (PLA)                                                     | *                    | 17,9–18,2 o. 19,2   |

(*) derzeit nicht bekannt
| Brennstoff        | Brennwert (in MJ/kg) | Heizwert (in MJ/kg) | Dichte (in kg/dm³) |
| ----------------- | -------------------- | ------------------- | ------------------ |
| Benzin            | 42,7–44,2            | 40,1–41,8           | 0,720–0,775        |
| Ethanol           | 29,7                 | 26,8                | 0,7894             |
| Methanol          | 22,7                 | 19,9                | 0,7869             |
| Diesel, Heizöl EL | 45,4                 | 42,6                | 0,820–0,845        |
| Biodiesel         | 40 (RME)(2)          | 37                  | 0,86–0,9           |
| Heizöl S (schwer) | 42,3                 | 40,0                | 0,96–0,99          |
| Erdöl             | *                    | 42,8                | 0,7–1,02           |
| Isopropanol       | *                    | 30,5                | 0,775              |
| Benzol            | 41,8                 | 40,1                | 0,879              |
| Bibo(3)           | *                    | 41,8                | 0,796              |
| Paraffinöl        | *                    | 42                  | 0,81–0,89          |
| Altfette(1)       | *                    | 36                  | *                  |

(*) derzeit nicht bekannt
(1) Altfette sind Ester von langkettigen Fettsäuren (meist C18) mit Glycerin (z. B. Rapsöl).
(2) Biodiesel ist ein Ester von langkettigen Fettsäuren (meist C18) mit Methanol (z. B. Rapsöl-Methylester).
(3) Benzin-Benzol-Gemisch (Ottokraftstoff) in der meistens verwendeten Mischung „aus 6 Teilen Benzin und 4 Teilen Benzol“
| Brennstoff       | Brennwert (in MJ/kg) | Heizwert (in MJ/kg) | Brennwert (in MJ/m³)(4) | Heizwert (in MJ/m³)(4) |
| ---------------- | -------------------- | ------------------- | ----------------------- | ---------------------- |
| Wasserstoff      | 141,800              | 119,972             | 12,745                  | 10,783                 |
| Kohlenmonoxid    | 10,103               | 10,103              | 12,633                  | 12,633                 |
| Gichtgas(1)      | 1,5–2,1              | 1,5–2,1             | 2,5–3,4                 | 2,5–3,3                |
| Stadtgas(2)      | 18,21                | 16,34               | 19–20                   | 17–18                  |
| Erdgas(3)        | 36–50                | 32–45               | 35–46                   | 31–41                  |
| Methan           | 55,498               | 50,013              | 39,819                  | 35,883                 |
| Ethan            | 51,877               | 47,486              | 70,293                  | 64,345                 |
| Ethylen (Ethen)  | 50,283               | 47,146              | 63,414                  | 59,457                 |
| Acetylen (Ethin) | 49,912               | 48,222              | 58,473                  | 56,493                 |
| Propan           | 50,345               | 46,354              | 101,242                 | 93,215                 |
| n-Butan          | 49,500               | 45,715              | 134,061                 | 123,810                |
| i-Butan          | 49,356               | 45,571              | 133,119                 | 122,910                |

Quelle: Grundlagen der Gastechnik
(1) Gichtgas besteht aus (2–4) % Wasserstoff, (20–25) % Kohlenmonoxid und (70–80) % Inertgasen (Kohlendioxid, Stickstoff).
(2) Stadtgas besteht aus (19–21) % Methan, 51 % Wasserstoff, (9–18) % Kohlenmonoxid und (10–15) % Inertgasen.
(3) Sorten von Erdgas:
- Erdgas „L“ besteht aus ca. 85 % Methan, 4 % (Ethan, Propan, Butan, Pentan) und 11 % Inertgasen.
- Erdgas „H“ (Nordsee) besteht aus ca. 89 % Methan, 8 % (Ethan, Propan, Butan, Pentan) und 3 % Inertgasen.
- Erdgas „H“ (GUS-Staaten) besteht aus ca. 98 % Methan, 1 % (Ethan, Propan, Butan, Pentan) und 1 % Inertgasen.

(4) Volumenbezogene Angaben beziehen sich auf das Normalvolumen unter Normalbedingungen (0 °C und 101325 Pa)
Die folgende Tabelle zeigt die Umrechnungsfaktoren Heizwert nach Brennwert und umgekehrt nach deutscher EnEV
| Brennstoff                             | Heizwert zu Brennwert (Brennwert zu Heizwert) |
| -------------------------------------- | --------------------------------------------- |
| Wasserstoff                            | 1,18 (0,847)                                  |
| Methanol                               | 1,14 (0,877)                                  |
| Methan, Erdgas, Ethanol                | 1,11 (0,901)                                  |
| Propan, Paraffin                       | 1,09 (0,917)                                  |
| Butan, Benzin, Biodiesel, Holz         | 1,08 (0,926)                                  |
| Diesel, Pflanzenöl, Braunkohlebriketts | 1,07 (0,935)                                  |
| Heizöl, Schweröl                       | 1,06 (0,943)                                  |
| Koks                                   | 1,04 (0,962)                                  |
| Steinkohlebriketts                     | 1,02 (0,980)                                  |

## Normen
- EN 437:2003 Test gases – Test pressures – Appliances categories; deutsch: DIN EN 437:2003-09 Prüfgase – Prüfdrücke – Gerätekategorien und ÖNORM EN 437:1994-05-01 Geräte für den Betrieb mit Brenngasen – Prüfgase – Prüfdrucke und Gerätekategorien
Diese Euronorm führt auch im Sinne der internationalen Harmonisierung die Formelzeichen Hi für den Heizwert und Hs für den Brennwert ein.
- DIN 5499 Brennwert und Heizwert, Begriffe (Januar 1972)
- DIN 51900 Bestimmung des Brennwertes mit dem Bombenkalorimeter und Berechnung des Heizwertes
  - Teil 1 Allgemeine Angaben, Grundgeräte, Grundverfahren (April 2000)
  - Teil 2 Verfahren mit isoperibolem oder static-jacket Kalorimeter (Mai 2003)
  - Teil 3 Verfahren mit adiabatischem Mantel (Juli 2004)

- DIN 1340 Gasförmige Brennstoffe und sonstige Gase, Arten, Bestandteile, Verwendung (Dezember 1990)
- DIN 1871 Gasförmige Brennstoffe und sonstige Gase – Dichte und andere volumetrische Größen (Mai 1999)
- DIN 51857 Gasförmige Brennstoffe und sonstige Gase – Berechnung von Brennwert, Heizwert, Dichte, relativer Dichte und Wobbeindex von Gasen und Gasgemischen (März 1997)
- DIN 51612 Prüfung von Flüssiggas; Berechnung des Heizwertes (Juni 1980)
- DIN 51854 Prüfung von gasförmigen Brennstoffen und sonstigen Gasen; Bestimmung des Ammoniakgehaltes (September 1993)
- DIN V 18599 Energetische Bewertung von Gebäuden – Berechnung des Nutz-, End- und Primärenergiebedarfs für Heizung, Kühlung, Lüftung, Trinkwarmwasser und Beleuchtung